# グルカン 1,6-α-グルコシダーゼ
グルカン 1,6-α-グルコシダーゼ(Glucan 1,6-alpha-glucosidase, EC 3.2.1.70)は、系統名をグルカン 6-α-D-グルコヒドロラーゼ(glucan 6-alpha-D-glucohydrolase)という酵素である。他に、exo-1,6-beta-glucosidase, glucodextrinase, glucan alpha-1,6-D-glucohydrolaseと呼ばれることもある。以下の化学反応を触媒する。
(1->6)-α-D-グルカンやオリゴ糖の(1->6)-α-D-グルコシド結合を加水分解する。
加水分解は、C-1位を転位することで行われる。